# Egerton (Kent)
Pour les articles homonymes, voir Egerton.
Egerton (prononciation: è-djeu-tone) est un village et un Civil parish du district d'Ashford, dans le Kent, au Royaume-Uni. Le village comptait 1 073 habitants en 2014.

## Géographie
Egerton comprend les hameaux d'Egerton, d'Egerton Forstal, de Stonebridge Green, etc.

## Histoire
Le site est probablement habité depuis le mésolithique. Le plus vieux objet trouvé dans le village et un pic datant de cette époque. Il y a également un tumulus rond datant de l'âge du bronze.
Il semblerait y avoir eu un cimetière romain au IIe siècle, car on a découvert de la poterie de cette époque.
Il y avait une ferme appelée Eegheard's datant d'avant le XIIe siècle, et ensuite un village appelé Eardington. L'usage du suffixe 'ton' signifie qu'il est situé en haut d'une colline.
La 127e escadre du 403e escadron de l'armée de l'air canadienne était basée à Egerton durant la Seconde Guerre mondiale.

## Économie
En raison des différents sols du village, il y a aussi bien des élevages, des vergers et des champs de céréales.

## Infrastructures et services
Egerton est situé à proximité de la M-20 et de la A-20. Il y a également un bureau de poste et une école.

## Culture et patrimoine
La Chapelle est située à Egerton Forstal. Elle fut construite aux environs de 1740, par Andrew Smith, de Rye et W. Lewis, de Chatham. Elle fut détruite dans un incendie en 1824. Elle fut reconstruite en 1825 et servit comme église baptiste jusqu'en 1970, avant d'être rénovée en 1975 et servir d'église libre.
L'Église Saint-James se trouve au centre du village. Elle a probablement prit beaucoup de temps à construire, car des éléments datent du XIIIe au XVe siècle.
Eggerton House est un manoir du style géorgien.